# 波特維爾 (密西根州)
波特維爾（英語：Potterville）是一個位於美國密西根州伊頓縣的城市。

## 人口
根據2020年美國人口普查的數據，波特維爾的面積為4.87平方千米，當中陸地面積為4.52平方千米，而水域面積為0.35平方千米。當地共有人口3055人，而人口密度為每平方千米627人。